# Gladenbach
Gladenbach (mundartlich Gloarebach, im Ortsdialekt Gladebach, seltener auch Groß-Gladenbach zur Unterscheidung von Kleingladenbach) ist eine Kleinstadt im Südosten des Hessischen Hinterlandes und als solche Hauptort der gleichnamigen Stadtgemeinde im Westen des mittelhessischen Landkreises Marburg-Biedenkopf. Sie ist als Luftkurort und Kneippheilbad ausgezeichnet und ist die zweitgrößte Stadt des Hessischen Hinterlandes.
Die Stadt in ihrer heutigen Form als Großgemeinde entstand in den 1970er-Jahren im Zuge der Hessischen Gebietsreform (siehe dazu Abschnitt „Eingemeindungen“).

## Geographie

### Geographische Lage
Die Stadt Gladenbach liegt an einem östlichen Ausläufer des (naturräumlichen) Westerwaldes, der nach seiner zentralen Stadt Gladenbacher Bergland genannt wird, im Naturpark Lahn-Dill-Bergland.
Das heutige Stadtgebiet stimmt weitgehend mit dem Gebiet des „Untergerichtes“ des historischen Amtes Blankenstein überein. Das Untergericht umfasste den ostsüdöstlichen Teil des ehemaligen Landkreises Biedenkopf.
In den Gemarkungen der südlichen Stadtteile Weidenhausen, Erdhausen, Gladenbach und Mornshausen fließt von Westen die auf dem Gebiet der Gemeinde Bad Endbach entspringende Salzböde durch das Stadtgebiet und dann östlich weiter in die Gemeinden Lohra, Fronhausen und Lollar, wo sie bei Odenhausen in die Lahn mündet. Die Gemarkungen der weiter nördlich gelegenen Stadtteile Runzhausen, Bellnhausen, Sinkershausen, Frohnhausen und Friebertshausen durchquert ebenfalls weitgehend west-östlich die Allna, die im weiteren Verlauf im Gebiet der Gemeinde Weimar (Lahn) dann bereits oberhalb der Salzböde in die Lahn mündet. Weitershausen liegt am wichtigsten Allna-Zufluss Ohe. Beide Flussläufe sind durch Höhenrücken auch in ihrem jeweiligen Einzugsgebiet für kleinere Zuflüsse deutlich voneinander getrennt.

### Naturräumliche Zuordnung
Das Stadtgebiet liegt ganz in Naturräumen der Haupteinheit 320 – Gladenbacher Bergland. Alle Ortsteile, die im Einzugsgebiet der Salzböde liegen, werden, inklusive der Kernstadt, zum Naturraum Salzbödetal gerechnet, wobei Rachelshausen bereits an der Nahtstelle zum Hochplateau der Bottenhorner Hochflächen liegt.
Demgegenüber werden die nördlichen Ortsteile an der Allna zum Naturraum Damshäuser Kuppen gezählt. Die ganz im Osten, am Unterlauf der Allna bzw. deren Einzugsgebiet gelegenen Friebertshausen und Rüchenbach werden zur Elnhausen-Michelbacher Senke gerechnet. Im Süden trifft die Gemarkung der Stadt auf den Höhenzug der Zollbuche, wo auf Gladenbacher Gemarkung über 450 m über NN erreicht werden.
Höchste Erhebung des Stadtgebiets ist der 552 m hohe Daubhaus am Ostrand der Bottenhorner Hochflächen.

### Stadtgliederung
Das Stadtgebiet von Gladenbach ist in 15 Stadtteile gegliedert:
| - Bellnhausen - Diedenshausen - Erdhausen - Friebertshausen - Frohnhausen | - Gladenbach - Kehlnbach - Mornshausen - Rachelshausen - Römershausen | - Rüchenbach - Runzhausen - Sinkershausen - Weidenhausen - Weitershausen |

Weiterhin gibt es einige wüst gefallene Orte, darunter Idenshausen und Seibertshausen.

### Nachbargemeinden
Gladenbach grenzt im Norden an die Gemeinde Dautphetal, im Nordosten an die Stadt Marburg, im Osten an die Gemeinde Weimar (Lahn), im Südosten an die Gemeinde Lohra (alle im Landkreis Marburg-Biedenkopf), im Südwesten an die Gemeinde Bischoffen (Lahn-Dill-Kreis), sowie im Westen an die Gemeinde Bad Endbach (Landkreis Marburg-Biedenkopf).

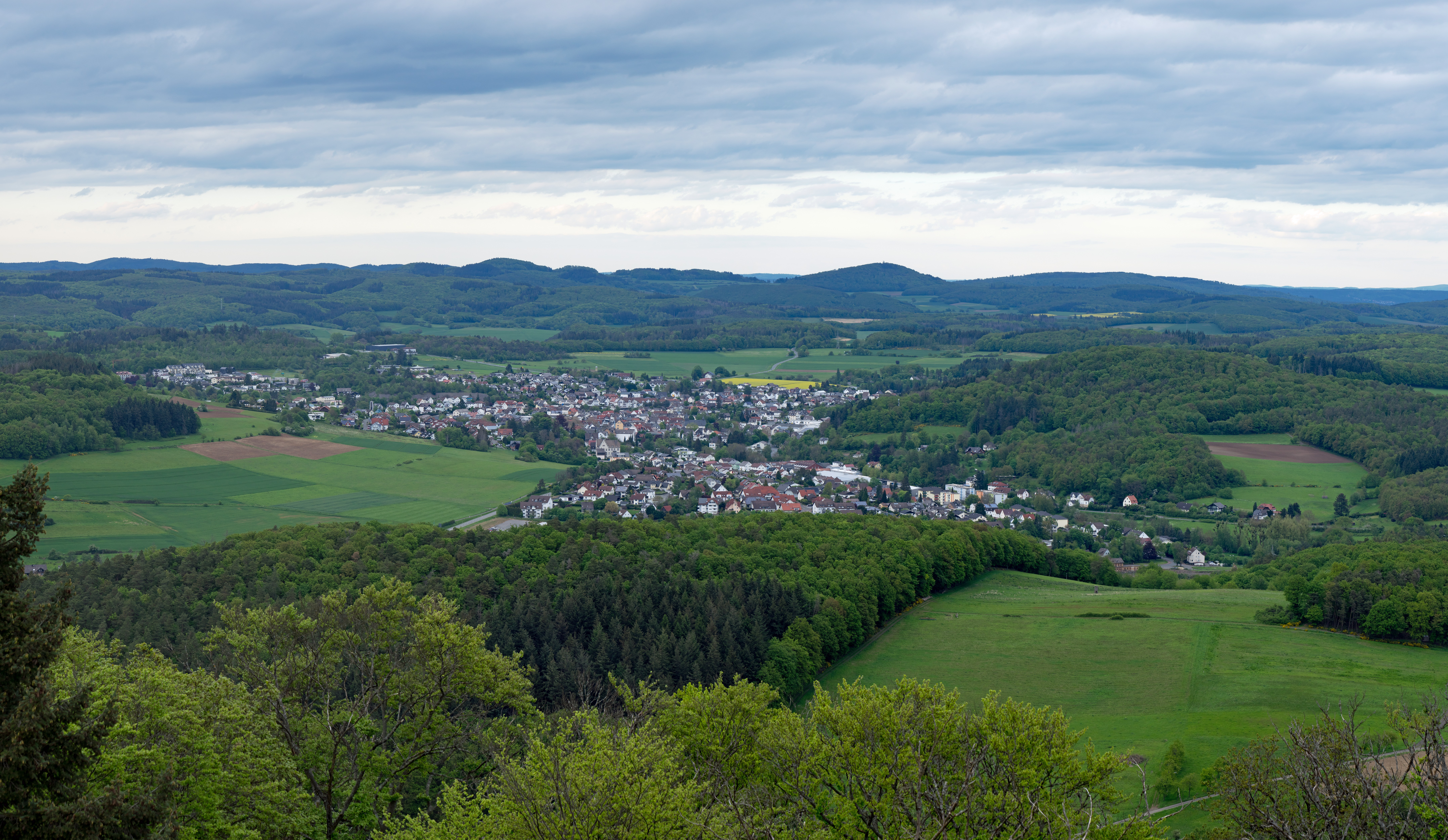
Blick auf Gladenbach vom Koppeturm
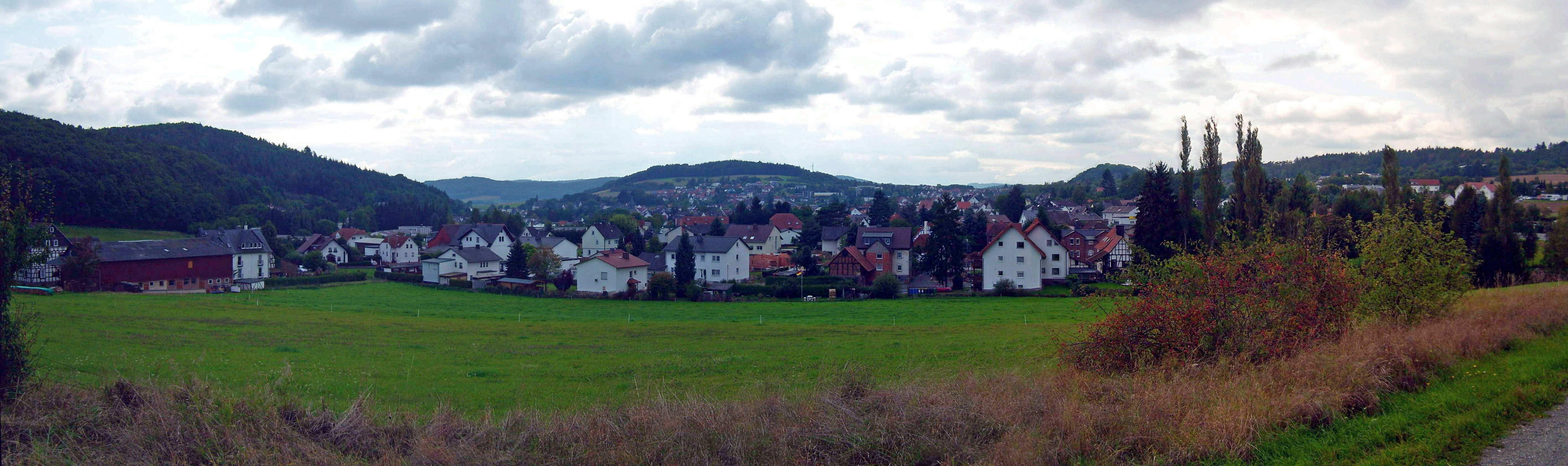
Gladenbach von der B 255 aus gesehen. Im zentralen Hintergrund der 357 m hohe Lammerich, links der nördliche Fuß des 361 m hohen Kirchberges.
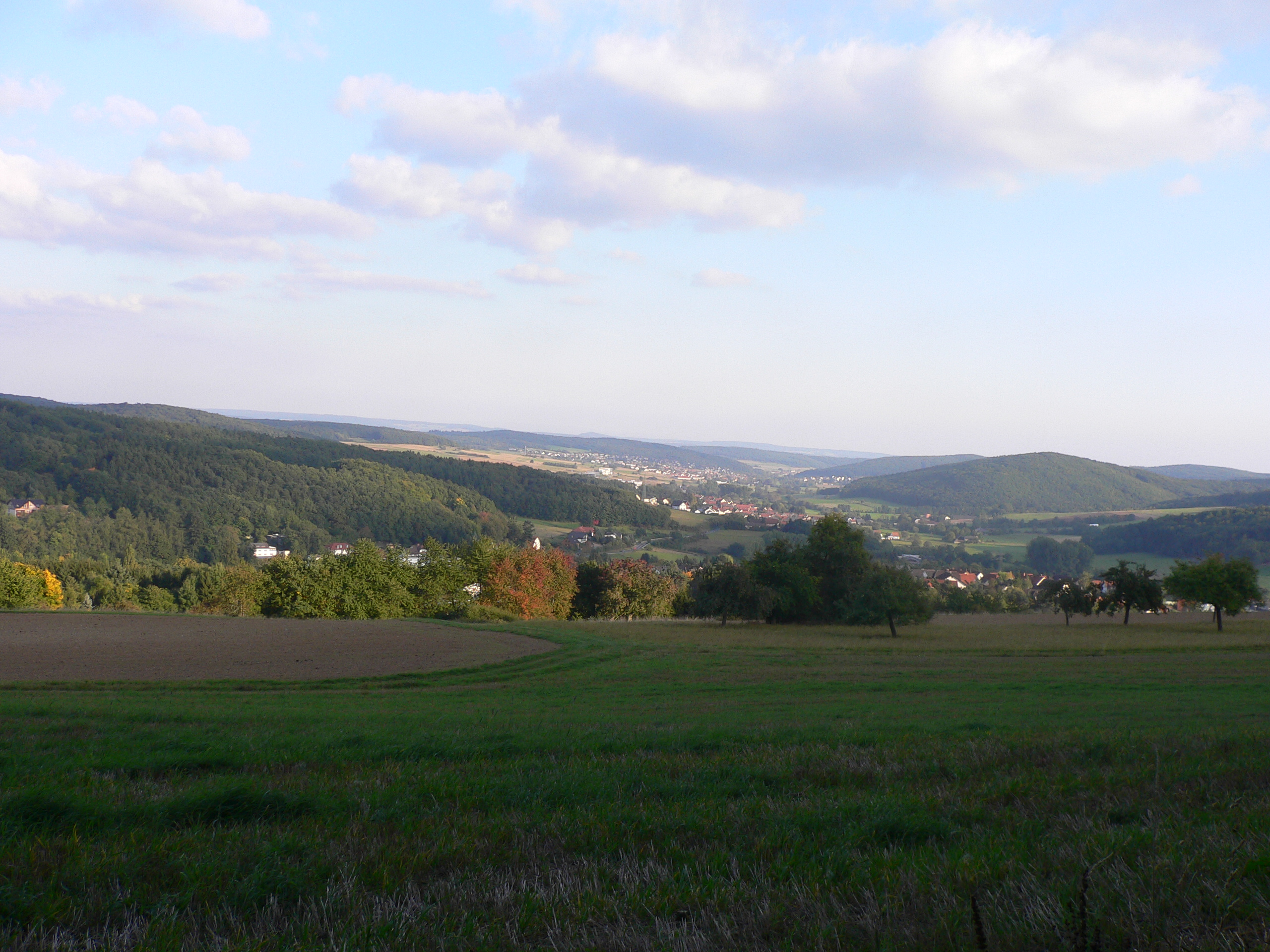
Blick vom Lammerich (Naumburg) über Gladenbach, Mornshausen, Lohra, Damm ins untere Salzbödetal
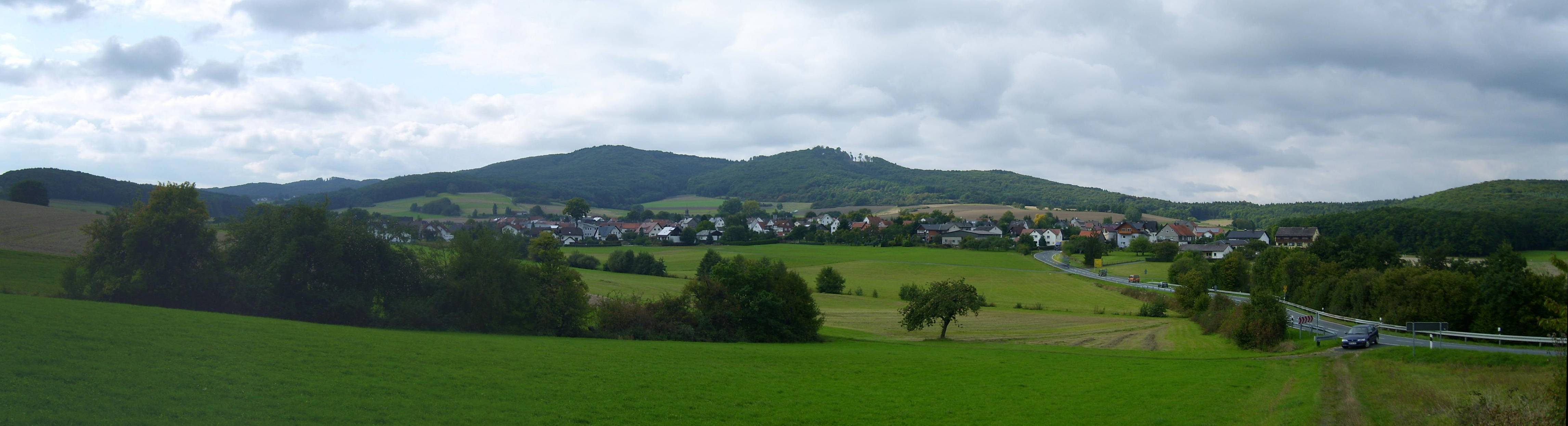
Daubhaus (552 m, links der Mitte) und Allberg (528 m) am äußersten Ostrand der Bottenhorner Hochflächen. Im Vordergrund Runzhausen
Der Ortsteil Gladenbach von Süden. Rechts der Kirchberg

## Geschichte

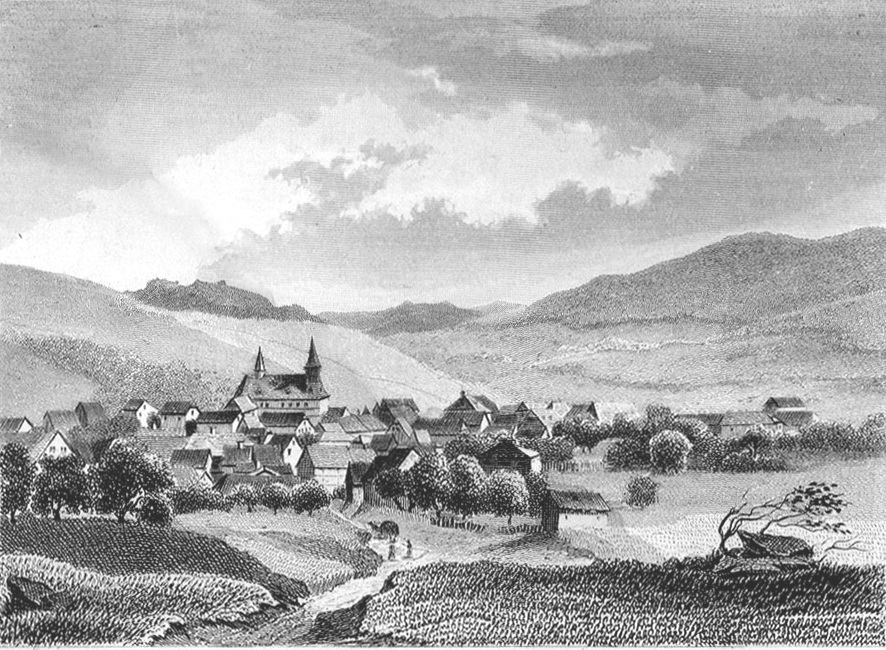
Gladenbach 1849

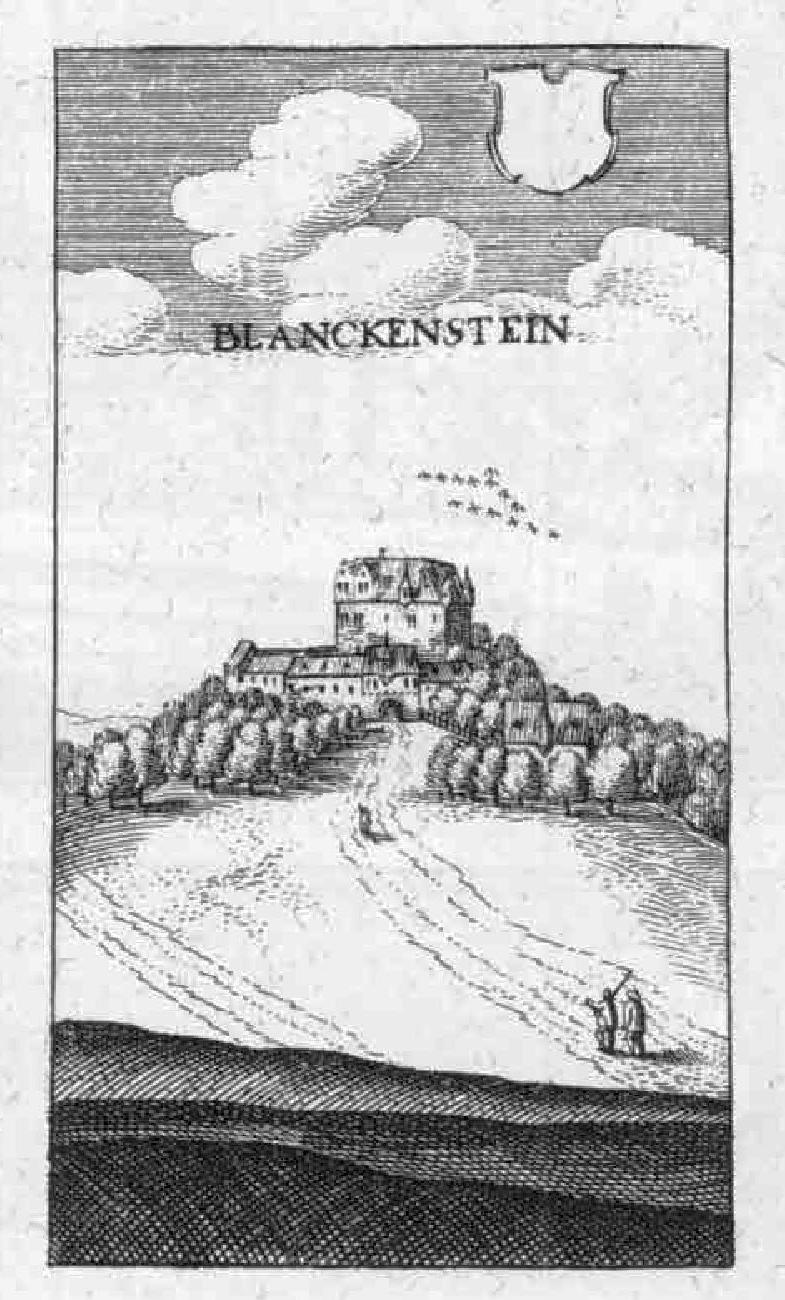
Burg Blankenstein

Gedenkstein für die jüdischen Mitbürger und der Synagoge in Gladenbach

Gladenbach wurde im Jahr 1237 als Gerichtsort erstmals urkundlich erwähnt. Zuvor, etwa in der zweiten Hälfte des 12. Jahrhunderts, hatten vermutlich Gladenbacher Ritter (von Gladenbach) die heute nur noch als Ruine vorhandene Burg Blankenstein erbauen lassen. Die Besatzung der Burg hatte auch den Auftrag, den nördlich vorbei führenden bedeutenden hochmittelalterlichen Fernhandelsweg von Leipzig nach Köln, Brabanter Straße genannt, zu sichern.
Die Burg wurde mehrmals zerstört und wieder aufgebaut. Zuletzt wurde 1647 anstelle des Schlosses ein Amtshaus errichtet. Ab 1775 wurden die Mauerreste als Steinbruch genutzt. 1821 bis 1832 war Gladenbach Sitz des Landratsbezirks Gladenbach. Erst 1937 erhielt Gladenbach das Stadtrecht.
Gladenbach 1830
Die Statistisch-topographisch-historische Beschreibung des Großherzogthums Hessen berichtet 1830 über Gladenbach:

„Gladenbach (L. Bez. gl. N.) Marktflecken; liegt 4 1⁄2 St. nordwestlich von Giessen, so wie an der von Giessen nach Biedenkopf ziehenden Chaussee, und 780 Hess. (600 Par.) Fuß
 über der Meeresfläche. Gladenbach hat 179 Häuser 1030 Einwohner, die außer 10 Kath. und 104 Juden evangelisch sind, und ist der Sitz des Landraths, des Landrichters, des Rentamtmanns, des Steuerkommissärs und eines Grenznebenzollamts I. Classe. Man findet eine Posthalterei, eine Mahlmühle, eine Tabaksfabrik, die nur geringe Sorten liefert; sodann in der Gemarkung die geringen Ueberreste der Burg Blankenstein, ein verlassenes Silberbergwerk im Kirchberg, mehrere Brüche von Schieferwacke, die aber wegen ihrer Sprödigkeit nur als Mauersteine benutzt werden können, und endlich einen Dachschieferbruch. Letzterer, der zwar einen vorzüglich guten Stein, aber keine reiche Ausbeute liefert, wird durch eine Privatgesellschaft betrieben, und könnte, bei gehöriger Unterstützung, nicht nur ergiebiger, sondern auch für die dortige Gegend, ein nicht unwichtiger Erwerbszweig werden. Jährlich werden 5 Märkte, und darunter 3 Viehmärkte, gehalten. – Schon 913 kommt ein Gladenbach, welches ohne Zweifel das gegenwärtige war, vor. Ein Priester überließ damals seine, sowohl hier als in Breidenbach gelegenen Güter, zu welchen 42 Leibeigene gehörten, dem Stifte Weilburg. Die Entstehung der Kirche ist im Dunkeln; sie besaß ein sehr ausgedehntes Kirchengebiet, aus welchem wahrscheinlich die ehemalige Cent Gladenbach hervorging. Vermuthlich kam diese von dem Gisonischen Hause, nebst Biedenkopf, an die Landgrafen. Auf die Gerichtsbarkeit machten noch 1237, die Herrn von Merenberg (Erben der Grafen von Gleiberg) Ansprüche, entsagten aber ihren Rechten durch einen Vergleich im Jahr 1323. Des Bergbau's im Kirchberg gedenkt Landgraf Philipp der Großmüthige in seinem Bergpatent vom Jahr 1537. Im größten Flor war dieses Werk unter Landgraf Ludwig von Marburg, der auch die Münze, da wo jetzo das Amthaus stehet, hatte bauen lassen und in welcher 1558 die jetzo sehr seltenen Gladenbacher Thaler geschlagen wurden. Seit der Zerstörung des Schlosses Blankenstein, 1770, ist Gladenbach der Beamtensitz.“

und über das am 1. Januar 1929 eingemeindete Ammenhausen:

„Ammenhausen (L. Bez. Gladenbach) evangel. Filialdorf; liegt einige Minuten von Gladenbach, wohin es auch eingepfarrt ist, hat 13 Häuser und 72 Einw. die evangelisch sind und alle dem Bauernstand angehören.“

### Eingemeindungen
Am 1. April 1972 wurde im Zuge der Gebietsreform in Hessen die bis dahin eigenständige Gemeinde Runzhausen eingegliedert. Am 1. Juli 1974 folgte durch Landesgesetz der Zusammenschluss der Stadt Gladenbach mit den Gemeinden Bellnhausen, Diedenshausen, Erdhausen, Friebertshausen, Frohnhausen b. Gladenbach, Kehlnbach, Mornshausen a. S., Rachelshausen, Römershausen, Rüchenbach, Sinkershausen, Weidenhausen und Weitershausen zu heutigen Stadt Gladenbach. Für alle ehemals eigenständigen Gemeinden und Gladenbach wurden Ortsbezirke eingerichtet.

### Verwaltungsgeschichte im Überblick
Die folgende Liste zeigt die Staaten und Verwaltungseinheiten, denen Gladenbach angehört(e):
- ab 1336: Heiliges Römisches Reich, Landgrafschaft Hessen, nach Ende der Dernbacher Fehde und Friedensschluss mit Nassau
- um 1388: Heiliges Römisches Reich, Landgrafschaft Hessen, Amt Blankenstein[12], Untergericht Gladenbach.
- ab 1567: Heiliges Römisches Reich, Landgrafschaft Hessen-Marburg, Amt Blankenstein, Untergericht Gladenbach[13]
- 1604–1648: Heiliges Römisches Reich, strittig zwischen Hessen-Kassel und Hessen-Darmstadt (Hessenkrieg)
- ab 1604: Heiliges Römisches Reich, Landgrafschaft Hessen-Kassel, Amt Blankenstein
- ab 1627: Heiliges Römisches Reich, Landgrafschaft Hessen-Darmstadt, Amt Blankenstein, Untergericht Gladenbach[14][15]
- ab 1806: Großherzogtum Hessen,[Anm. 2] Fürstentum Oberhessen, Amt Blankenstein, Land- und Rügengericht[16]
- ab 1815: Großherzogtum Hessen, Provinz Oberhessen, Amt Blankenstein
- ab 1821: Großherzogtum Hessen, Provinz Oberhessen, Landratsbezirk Gladenbach[Anm. 3]
- ab 1832: Großherzogtum Hessen, Provinz Oberhessen, Kreis Biedenkopf
- ab 1848: Großherzogtum Hessen, Regierungsbezirk Biedenkopf
- ab 1852: Großherzogtum Hessen, Provinz Oberhessen, Kreis Biedenkopf
- ab 1867: Königreich Preußen,[Anm. 4] Provinz Hessen-Nassau,  Regierungsbezirk Wiesbaden, Kreis Biedenkopf (übergangsweise Hinterlandkreis)[15]
- ab 1871: Deutsches Reich, Königreich Preußen, Provinz Hessen-Nassau, Regierungsbezirk Wiesbaden, Kreis Biedenkopf
- ab 1918: Deutsches Reich, Freistaat Preußen, Provinz Hessen-Nassau, Regierungsbezirk Wiesbaden, Kreis Biedenkopf
- ab 1932: Deutsches Reich, Freistaat Preußen, Provinz Hessen-Nassau, Regierungsbezirk Wiesbaden, Landkreis Dillenburg
- ab 1933: Deutsches Reich, Freistaat Preußen, Provinz Hessen-Nassau, Regierungsbezirk Wiesbaden, Landkreis Biedenkopf
- ab 1944: Deutsches Reich, Freistaat Preußen, Provinz Nassau, Landkreis Biedenkopf
- ab 1945: Deutsches Reich, Amerikanische Besatzungszone,[Anm. 5] Groß-Hessen, Regierungsbezirk Wiesbaden, Landkreis Biedenkopf
- ab 1946: Deutsches Reich, Amerikanische Besatzungszone, Hessen, Regierungsbezirk Wiesbaden, Landkreis Biedenkopf
- ab 1949: Bundesrepublik Deutschland, Hessen, Regierungsbezirk Wiesbaden, Landkreis Biedenkopf
- ab 1968: Bundesrepublik Deutschland, Hessen, Regierungsbezirk Darmstadt, Landkreis Biedenkopf
- ab 1974: Bundesrepublik Deutschland, Hessen, Regierungsbezirk Kassel, Landkreis Marburg-Biedenkopf
- ab 1981: Bundesrepublik Deutschland, Hessen, Regierungsbezirk Gießen, Landkreis Marburg-Biedenkopf

### Gerichte seit 1821
Die Rechtsprechung gibt 1821 im Rahmen der Trennung von Justiz und Verwaltung auf die neu geschaffenen Landgerichte über. „Landgericht Gladenbach“ war daher von 1821 bis zur Abtretung an Preußen 1866 die Bezeichnung für das erstinstanzliche Gericht in Gladenbach. Für die Provinz Oberhessen wurde das „Hofgericht Gießen“ als Gericht der zweiten Instanz eingerichtet. Übergeordnet war das Oberappellationsgericht Darmstadt.
Nach der Abtretung des Kreises Biedenkopf an Preußen infolge des Friedensvertrags vom 3. September 1866 zwischen dem Großherzogtum Hessen und dem Königreich Preußen wurde der Landgerichtsbezirk Gladenbach preußisch. Im Juni 1867 erging eine königliche Verordnung, die die Gerichtsverfassung im vormaligen Herzogtum Nassau und den vormals zum Großherzogtum Hessen gehörenden Gebietsteilen neu ordnete. Die bisherigen Gerichtsbehörden wurden aufgehoben und durch Amtsgerichte in erster, Kreisgerichte in zweiter und ein Appellationsgericht in dritter Instanz ersetzt. Im Zuge dessen erfolgte am 1. September 1867 die Umbenennung des bisherigen Landgerichts in Amtsgericht Gladenbach. Die Gerichte der übergeordneten Instanzen waren das Kreisgericht Dillenburg und das Appellationsgericht Wiesbaden. Vom 1. Oktober 1944 bis 1. Januar 1949 gehörte das Amtsgericht Gladenbach zum Landgerichtsbezirk Limburg, danach aber wieder zum Landgerichtsbezirk Marburg. Am 1. Juli 1968 erfolgte die Aufhebung des Amtsgerichts Gladenbach, welches fortan nur noch als Zweigstelle des Amtsgerichts Biedenkopf fungierte. Am 1. November 2003 wurde diese Zweigstelle schließlich aufgelöst.

### Bevölkerung

#### Einwohnerstruktur 2011
Nach den Erhebungen des Zensus 2011 lebten am Stichtag, dem 9. Mai 2011, in Gladenbach 12.227 Einwohner. Darunter waren 699 (5,7 %) Ausländer, von denen 165 aus dem EU-Ausland, 440 aus anderen europäischen Ländern und 94 aus anderen Staaten kamen.
Von den deutschen Einwohnern hatten 14,0 % einen Migrationshintergrund. Nach dem Lebensalter waren 2043 Einwohner unter 18 Jahren, 5067 zwischen 18 und 49, 2508 zwischen 50 und 64 und 2610 Einwohner waren älter. In 1113 Haushalten lebten ausschließlich Senioren/-innen und in 3273 Haushaltungen leben keine Senioren/-innen. Die Einwohner lebten in 5045 Haushalten. Davon waren 1468 Singlehaushalte, 1424 Paare ohne Kinder und 1600 Paare mit Kindern, sowie 421 Alleinerziehende und 102 Wohngemeinschaften.

#### Einwohnerentwicklung
| Quelle: | Historisches Ortslexikon                                |
| • 1502: | 0015 Männer                                             |
| • 1577: | 0040 Hausgesesse                                        |
| • 1630: | 0032 Hausgesesse                                        |
| • 1677: | 0011 Männer, 3 Jung-Mannschaften, 2 ledige Mannschaften |
| • 1742: | 0026 Haushalte                                          |
| • 1791: | 0805 Einwohner                                          |
| • 1800: | 0799 Einwohner                                          |
| • 1806: | 0889 Einwohner, 156 Häuser                              |
| • 1829: | 1030 Einwohner, 179 Häuser                              |

| Gladenbach: Einwohnerzahlen von 1791 bis 2020 | Gladenbach: Einwohnerzahlen von 1791 bis 2020 | Gladenbach: Einwohnerzahlen von 1791 bis 2020 | Gladenbach: Einwohnerzahlen von 1791 bis 2020 | Gladenbach: Einwohnerzahlen von 1791 bis 2020 |
| --- | --------------------------------------------- | --------------------------------------------- | --------------------------------------------- | --------------------------------------------- |
| Jahr |                                               |                                               |                                               | Einwohner                                     |
| 1791 | 1791                                          |                                               | 805                                           | 805                                           |
| 1800 | 1800                                          |                                               | 799                                           | 799                                           |
| 1829 | 1829                                          |                                               | 1.030                                         | 1.030                                         |
| 1834 | 1834                                          |                                               | 1.084                                         | 1.084                                         |
| 1840 | 1840                                          |                                               | 1.112                                         | 1.112                                         |
| 1846 | 1846                                          |                                               | 1.164                                         | 1.164                                         |
| 1852 | 1852                                          |                                               | 1.180                                         | 1.180                                         |
| 1858 | 1858                                          |                                               | 1.211                                         | 1.211                                         |
| 1864 | 1864                                          |                                               | 1.217                                         | 1.217                                         |
| 1871 | 1871                                          |                                               | 1.119                                         | 1.119                                         |
| 1875 | 1875                                          |                                               | 1.115                                         | 1.115                                         |
| 1885 | 1885                                          |                                               | 1.280                                         | 1.280                                         |
| 1895 | 1895                                          |                                               | 1.398                                         | 1.398                                         |
| 1905 | 1905                                          |                                               | 1.533                                         | 1.533                                         |
| 1910 | 1910                                          |                                               | 1.513                                         | 1.513                                         |
| 1925 | 1925                                          |                                               | 1.513                                         | 1.513                                         |
| 1939 | 1939                                          |                                               | 1.953                                         | 1.953                                         |
| 1946 | 1946                                          |                                               | 2.971                                         | 2.971                                         |
| 1950 | 1950                                          |                                               | 3.154                                         | 3.154                                         |
| 1956 | 1956                                          |                                               | 3.161                                         | 3.161                                         |
| 1961 | 1961                                          |                                               | 3.176                                         | 3.176                                         |
| 1967 | 1967                                          |                                               | 3.573                                         | 3.573                                         |
| 1972 | 1972                                          |                                               | 4.315                                         | 4.315                                         |
| 1975 | 1975                                          |                                               | 11.087                                        | 11.087                                        |
| 1980 | 1980                                          |                                               | 11.157                                        | 11.157                                        |
| 1985 | 1985                                          |                                               | 11.030                                        | 11.030                                        |
| 1990 | 1990                                          |                                               | 11.341                                        | 11.341                                        |
| 1995 | 1995                                          |                                               | 12.151                                        | 12.151                                        |
| 2000 | 2000                                          |                                               | 12.674                                        | 12.674                                        |
| 2005 | 2005                                          |                                               | 12.543                                        | 12.543                                        |
| 2010 | 2010                                          |                                               | 12.190                                        | 12.190                                        |
| 2011 | 2011                                          |                                               | 12.227                                        | 12.227                                        |
| 2015 | 2015                                          |                                               | 12.166                                        | 12.166                                        |
| 2020 | 2020                                          |                                               | 12.285                                        | 12.285                                        |
| Datenquelle: Historisches Gemeindeverzeichnis für Hessen: Die Bevölkerung der Gemeinden 1834 bis 1967. Wiesbaden: Hessisches Statistisches Landesamt, 1968. Weitere Quellen: LAGIS; 1972:; ab 1975:; Zensus 2011 Ab 1972 einschließlich der im Zuge der Gebietsreform in Hessen eingegliederten Orte. (1939: Bevölkerungszahl mit dem 1929 eingemeindeten Ammenhausen) |                                               |                                               |                                               |                                               |

#### Religionszugehörigkeit
| Quelle: | Historisches Ortslexikon |
| • 1829: | 0916 evangelische (= 88,92 %), 10 römisch-katholische (= 0,97 %), 104 (= 10,40 %) jüdische Einwohner                                                                              |
| • 1885: | 1100 evangelische (= 85,94 %), 34 katholische (= 2,22 %), 146 jüdische (= 11,41 %) Einwohner                                                                                      |
| • 1961: | 2229 evangelische (= 70,18 %), 883 katholische (= 27,80 %) Einwohner |
| • 2011: | 7620 evangelische (= 63,0 %), 1540 katholische (= 12,7 %), 680 freikirchliche (= 5,7 %), 120 orthodoxe (= 1,0 %), 320 andersgläubig (= 2,7 %), 1810 sonstige (= 14,9 %) Einwohner |

#### Historische Erwerbstätigkeit
| • 1867: | Erwerbspersonen: 46 Landwirtschaft, 5 Forstwirtschaft, 15 Bergbau und Hüttenwesen, 51 Gewerbe und Industrie, 44 Handel, 24 Verkehr, 156 persönliche Dienstleistungen, 8 Gesundheitspflege, 3 Erziehung und Unterricht, 3 Kirche und Gottesdienst, 5 Staatsverwaltung, 9 Justiz, 5 Gemeindeverwaltung, 23 Personen ohne Berufsausübung, 8 Personen ohne Berufsangabe. |
| • 1961: | Erwerbspersonen: 79 Land- und Forstwirtschaft, 663 produzierendes Gewerbe, 296 Handel und Verkehr, 303 Dienstleistungen und Sonstiges. |

## Politik

### Stadtverordnetenversammlung
Die Kommunalwahl am 14. März 2021 lieferte folgendes Ergebnis, in Vergleich gesetzt zu früheren Kommunalwahlen:
| Sitzverteilung in der Stadtverordnetenversammlung 2021Insgesamt 37 Sitze - SPD: 11 - JL/Grüne: 4 - FW: 10 - CDU: 12 | Parteien und Wählergemeinschaften | Parteien und Wählergemeinschaften           | 2021  | 2021  | 2016  | 2016  | 2011  | 2011  | 2006  | 2006  | 2001  | 2001  |
| Sitzverteilung in der Stadtverordnetenversammlung 2021Insgesamt 37 Sitze - SPD: 11 - JL/Grüne: 4 - FW: 10 - CDU: 12 | Parteien und Wählergemeinschaften | Parteien und Wählergemeinschaften           | %     | Sitze | %     | Sitze | %     | Sitze | %     | Sitze | %     | Sitze |
| Sitzverteilung in der Stadtverordnetenversammlung 2021Insgesamt 37 Sitze - SPD: 11 - JL/Grüne: 4 - FW: 10 - CDU: 12 | CDU                               | Christlich Demokratische Union Deutschlands | 32,7  | 12    | 31,3  | 12    | 45,7  | 17    | 50,9  | 19    | 43,8  | 16    |
| Sitzverteilung in der Stadtverordnetenversammlung 2021Insgesamt 37 Sitze - SPD: 11 - JL/Grüne: 4 - FW: 10 - CDU: 12 | SPD                               | Sozialdemokratische Partei Deutschlands     | 29,4  | 11    | 36,5  | 13    | 37,8  | 14    | 34,8  | 13    | 34,6  | 13    |
| Sitzverteilung in der Stadtverordnetenversammlung 2021Insgesamt 37 Sitze - SPD: 11 - JL/Grüne: 4 - FW: 10 - CDU: 12 | FW                                | Freie Wähler Gladenbach                     | 27,0  | 10    | 25,0  | 9     | 6,3   | 2     | 6,5   | 2     | 7,5   | 3     |
| Sitzverteilung in der Stadtverordnetenversammlung 2021Insgesamt 37 Sitze - SPD: 11 - JL/Grüne: 4 - FW: 10 - CDU: 12 | JL/Grüne                          | Junge Liste/Bündnis 90/Die Grünen           | 10,9  | 4     | 7,3   | 3     | 10,2  | 4     | 4,4   | 2     | 5,6   | 2     |
| Sitzverteilung in der Stadtverordnetenversammlung 2021Insgesamt 37 Sitze - SPD: 11 - JL/Grüne: 4 - FW: 10 - CDU: 12 | ÜPL                               | Überparteiliche Liste                       | —     | —     | —     | —     | —     | —     | 3,4   | 1     | 8,5   | 3     |
| Sitzverteilung in der Stadtverordnetenversammlung 2021Insgesamt 37 Sitze - SPD: 11 - JL/Grüne: 4 - FW: 10 - CDU: 12 | Gesamt                            | Gesamt                                      | 100,0 | 37    | 100,0 | 37    | 100,0 | 37    | 100,0 | 37    | 100,0 | 37    |
| Sitzverteilung in der Stadtverordnetenversammlung 2021Insgesamt 37 Sitze - SPD: 11 - JL/Grüne: 4 - FW: 10 - CDU: 12 | Ungültige Stimmen in %            | Ungültige Stimmen in %                      | 1,9   | —     | 3,6   | —     | 3,4   | —     | 3,3   | —     | 1,9   | —     |
| Sitzverteilung in der Stadtverordnetenversammlung 2021Insgesamt 37 Sitze - SPD: 11 - JL/Grüne: 4 - FW: 10 - CDU: 12 | Wahlbeteiligung in %              | Wahlbeteiligung in %                        | 48,1  | 48,1  | 47,8  | 47,8  | 47,5  | 47,5  | 49,6  | 49,6  | 59,9  | 59,9  |

### Bürgermeister
Nach der hessischen Kommunalverfassung wird der Bürgermeister für eine sechsjährige Amtszeit gewählt, seit dem Jahr 1993 in einer Direktwahl, und ist Vorsitzender des Magistrats, dem in der Stadt Gladenbach neben dem Bürgermeister ehrenamtlich ein Erster Stadtrat und neun weitere Stadträte angehören. Bürgermeister ist seit dem 1. Oktober 2014 der parteiunabhängige Peter Kremer. Er wurde als Nachfolger von Klaus-Dieter Knierim (CDU), der nach zwei Amtszeiten nicht wieder kandidiert hatte, am 25. Mai 2014 im ersten Wahlgang bei 53,7 Prozent Wahlbeteiligung mit 59,3 Prozent der Stimmen gewählt. Eine Wiederwahl folgte, pandemiebedingt verschoben, im November 2020. Durch die verschobene Wahl verschob sich der Beginn der Amtszeit auf den 1. März 2021.
Amtszeiten der Bürgermeister
- 2014–2027 Peter Kremer[38]
- 2002–2014 Klaus-Dieter Knierim (CDU)
- 1990–2002 Klaus Bartnik (SPD)
- 1978–1990 Siegfried Dellnitz (CDU)
- 1951–1978 Karl Waldschmidt (CDU)

Am Ende des Zweiten Weltkriegs zogen am 28. März 1945 amerikanische Truppen in Gladenbach ein, verhafteten den amtierenden Bürgermeister Jäger und setzten den Deutsch-Amerikaner Schmitz kommissarisch ein. Am 16. August 1945 ersetzten sie diesen durch Ernst Leinbach I, der nach den Kommunalwahlen in Hessen 1946 am 11. März 1946 zum Bürgermeister gewählt wurde und dieses Amt bis zu seinem Tod im Mai 1951 innehatte.

### Ortsbeirat
- JL/Grüne: 1
- SPD: 2
- FW: 3
- CDU: 3

Für den Stadtteil Gladenbach wurde ein eigener Ortsbeirat installiert. Für die Sitzverteilung siehe die nebenstehende Grafik.

### Wappen
Das Wappen wurde der Gemeinde anlässlich ihrer 700-Jahrfeier (Feier der 700. Wiederkehr ihrer Ersterwähnung) zugleich mit den Stadtrechten durch den Oberpräsidenten der Provinz Hessen-Nassau am 24. Juli 1937 amtlich verliehen. Durch den erfolgten Zusammenschluss der „alten“ Stadt mit 13 weiteren Gemeinden zur neuen Stadt Gladenbach machte die Kommune von der Möglichkeit Gebrauch und bekam am 19. Juli 1974 durch das Hessische Ministerium des Innern die Weiterführung des Wappens der alten Stadt genehmigt.
| Wappen von Gladenbach | Blasonierung: „Geteilt von Blau und Grün; oben ein wachsender, golden gekrönter und golden bewehrter, dreimal von Silber und Rot geteilter Löwe, unten ein goldener Schragen.“ |
| Wappen von Gladenbach | Wappenbegründung: Mit dem hessischen Löwen ist zum Ausdruck gebracht, dass der Ort seit 1323 zu Hessen gehört hat; dessen Vorgänger im Besitz des Gladenbacher Gerichtes, die Dynasten von Merenberg, haben das Schrägkreuz als Wappen geführt. Ein eigenes Siegel hat Gladenbach in älterer Zeit nicht besessen; als Sitz des Amts Blankenstein hat es mitunter dessen Amtssiegel (mit dem gekrönten hessischen Löwen) mitverwendet. Das Wappen wurde von dem Heraldiker Otto Hupp aus Oberschleißheim gestaltet. |

### Flagge
Am 8. Mai 1956 genehmigte der Hessische Minister des Innern die Flagge mit folgender Beschreibung:

„Die hängende Flagge zeigt im oberen Drittel in gelbem Feld das Wappen der Stadt Gladenbach und darunter eine Dreistreifenbahn von Grün - Gelb - Grün (1:1:1).“

Nach der Fusion zur neuen Stadt Gladenbach wurde der Kommune am 4. September 1975 durch das Hessische Ministerium des Innern die Weiterführung der Bannerflagge der alten Stadt Gladenbach genehmigt. Eine amtliche Hissflagge führt die Stadt nicht. Lokal wird jedoch, angelehnt an die Bannerflagge, eine grün-gelb-grüne Flaggenbahn, belegt mit dem Stadtwappen verwendet.

### Städtepartnerschaften
Gladenbach unterhält mit folgenden Städten eine Städtepartnerschaft:
- Monteux, Provence-Alpes-Côte d’Azur, Frankreich (seit 1987)
- Bad Tabarz, Thüringen, Deutschland (seit 1991)
- Niemcza (Nimptsch), Woiwodschaft Niederschlesien, Polen (seit 1998)
- Londerzeel, Flandern, Belgien (seit 2010)

### Gerichtszuständigkeiten
Für Gladenbach sind das Amtsgericht Biedenkopf und das Landgericht Marburg zuständig. Bis 1968 bestand ein eigenes Amtsgericht, das Amtsgericht Gladenbach.

### Sonstiges
Im Jahr 2004 gab es vier mit großem Polizeischutzaufgebot durchgeführte, legal angemeldete Aufmärsche von auswärtigen Neonazis, die größere Gegendemonstrationen auslösten. Zu letzteren hatte das Bürgerbündnis Gladenbach, ein auf Anregung des Schulleiters Siegfried Seyler gegründeter Zusammenschluss von Kirchen, Jusos, DGB und Bürgern, aufgerufen. Zentrum der rechtsextremistischen Aktivitäten waren Gladenbach, Kirtorf (Vogelsberg) und Marburg. Die größte Gruppe der Rechtsextremisten mit einer Personenanzahl von ca. 30 Rechtsextremisten sowie einem großen Sympathisantenumfeld ist das Aktionsbündnis Mittelhessen (ABM), ein Zusammenschluss regionaler freier Kameradschaften. Ende 2004 löste sich das ABM eigenständig auf, um ein Verbot durch das hessische Innenministerium zu umgehen. Deren Aktivisten führten die Aktivitäten in anderen neonazistischen Gruppen fort. Das Aktionsbündnis Mittelhessen (ABM) war die aktivste und größte neonazistische Gruppe in Hessen (vergl. Verfassungsschutzbericht Hessen 2004).
Im Juli 2024 veranstaltete Martin Sellner, Aktivist der Neuen Rechte, eine Lesung mit etwa 50 Teilnehmern in Gladenbach, nachdem diese ursprünglich in Marburg angekündigt worden war. Unterstützt wurde Sellner bei der Organisation von ehemaligen Akteuren des ABM.

## Kultur und Sehenswürdigkeiten

### Bauwerke

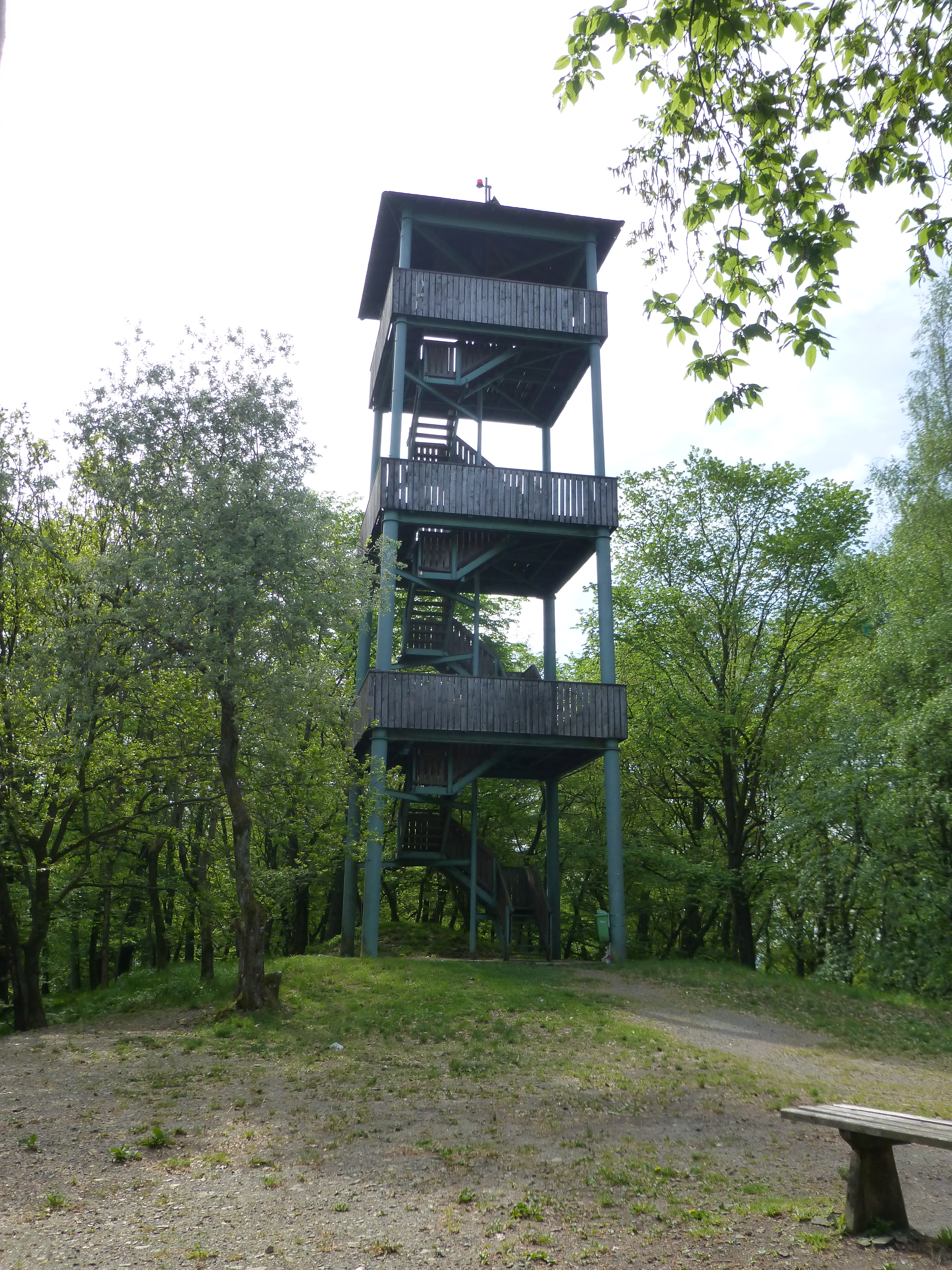
Koppeturm bei Erdhausen

- Evangelische Pfarrkirche (ehemals St. Martin) ursprünglich romanische flachgedeckte Pfeilerbasilika aus fünf schmalen Langhausjochen mit einem Chorquadrat.
- Altes Pfarrhaus am Bornrain, stattlicher Fachwerkbau von 1607
- Am westlichen Stadtrand von Gladenbach befindet sich die Ruine der Burg Blankenstein. Eine ehemalige Hügelburg die vermutlich im 12. Jahrhundert erstmals errichtet wurde.
- Im Ortsteil Rachelshausen befindet sich eine 1617 erbaute Fachwerkkapelle. Die Kapelle wurde in zweigeschossiger Rähmbauweise auf einem Steinsockel errichtet. Sie trägt einen achteckigen Dachreiter. Die Kapelle dient heute der evangelischen Gemeinde als Kirche.
- Südlich von Erdhausen befindet sich auf dem 454,1 m ü. NHN[46] hohen Berg Koppe eine Schutzhütte sowie der 1987 errichtete „Koppeturm“.

### Parks

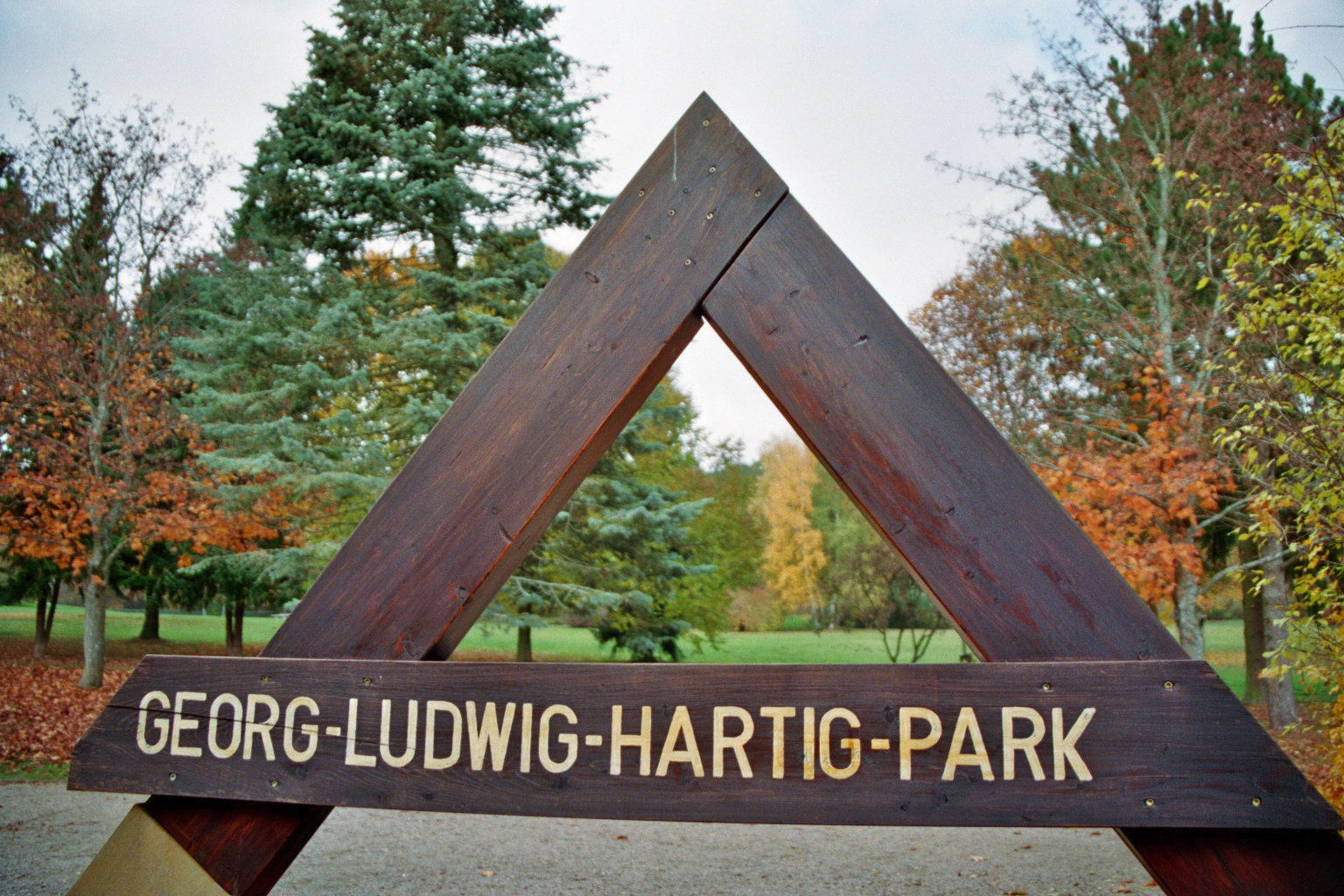
Georg-Ludwig-Hartig-Park

Der Georg-Ludwig-Hartig-Park ist eine weitläufige Parkanlage mit zahlreichen Rasenflächen. Sie erinnert an den in Gladenbach geborenen Forstwissenschaftler Georg Ludwig Hartig (1764–1837). Durch den Park führt der Georg-Ludwig-Hartig-Weg, an dem auch ein Gedenkstein für Hartig zu finden ist.

### Regelmäßige Veranstaltungen
- Gladenbacher Kirschenmarkt (erstes Juli-Wochenende)
- Gladenbacher Brunnenmarkt (dritter Sonntag im Oktober)

### Filmkunst
Im Gemeindegebiet, südlich von Mornshausen, fand 1822 der Postraub in der Subach statt, der die Grundlage des Fernsehfilms Der plötzliche Reichtum der armen Leute von Kombach von Volker Schlöndorff darstellt. Die bewusst dialektgefärbte Sprache der Schauspieler hat jedoch wenig Ähnlichkeit mit dem örtlich gesprochenen Dialekt (Hinterländer Platt).

## Wirtschaft und Infrastruktur

### Flächennutzung
Das Gemeindegebiet umfasst 2015 eine Gesamtfläche von 7228 Hektar, davon entfallen in ha auf:
| Nutzungsart             | Nutzungsart             | 2011 | 2015 |
| ----------------------- | ----------------------- | ---- | ---- |
| Gebäude- und Freifläche | Gebäude- und Freifläche | 447  | 462  |
| davon                   | Wohnen                  | 272  | 274  |
|                         | Gewerbe                 | 37   | 51   |
| Betriebsfläche          | Betriebsfläche          | 23   | 10   |
| davon                   | Abbauland               | 0    | 0    |
| Erholungsfläche         | Erholungsfläche         | 43   | 43   |
| davon                   | Grünanlage              | 23   | 24   |
| Verkehrsfläche          | Verkehrsfläche          | 480  | 483  |
| Landwirtschaftsfläche   | Landwirtschaftsfläche   | 3082 | 3072 |
| davon                   | Moor                    | 0    | 0    |
|                         | Heide                   | 0    | 0    |
| Waldfläche              | Waldfläche              | 3081 | 3089 |
| Wasserfläche            | Wasserfläche            | 40   | 39   |
| Sonstige Nutzung        | Sonstige Nutzung        | 33   | 24   |

### Industrie
Ein wichtiger Industriebetrieb Gladenbachs ist die WESO-Aurorahütte im Stadtteil Erdhausen. Im Jahr 2023 beschäftigte sie über 470 Mitarbeiter. Erdhausen ist auch Standort des überregional bekannmten Formenbauunternehmens Zimmermann.
Gegründet 1324 als Nickelschmelze, wurde sie 1887 in eine Eisengießerei umgewandelt. Hergestellt wurden vor allem Herde, Öfen und andere Gegenstände aus Gusseisen. In diesem Jahr übernahm sie Johann Dietrich Wehrenbold zusammen mit seinem Sohn Johannes. Seitdem firmiert sie als WESO-Aurorahütte.
In den beiden Weltkriegen musste die Aurorahütte ihre Produktion wegen unzureichender Materialzuteilung und dem Fronteinsatz von Fachkräften stark drosseln.
Einen großen Aufschwung nahm die Hütte in der Nachkriegszeit. In den 60er Jahren setzte sich allerdings die Zentralheizung durch und einzelne Öfen waren nicht mehr gefragt. Seit dieser Zeit fungiert die Aurorahütte als Zulieferer für die Bahnindustrie, die Landmaschinenindustrie und den Kesselhersteller Viessmann, der zwischen 1978 und 2018 die Anteilsmehrheit besaß.

### Verkehr

#### Straßenverkehr
Eine wichtige durchgehende Verkehrsachse in ost-westlicher Orientierung ist die Bundesstraße 255, die das Stadtgebiet aus Richtung Marburg durch die Gemeinden Weimar und Lohra kommend quert, um in Weidenhausen im Bereich der Zollbuche das Stadtgebiet in südwestlicher Richtung auf das Gebiet der Gemeinde Bischoffen im Lahn-Dill-Kreis zu verlassen. Hier führt sie zunächst entlang des Aartalsees weiter nach Herborn und letztlich Montabaur. In der Gemarkung Gladenbach mündet die Bundesstraße 453 von Norden aus Richtung Biedenkopf kommend ein, nachdem sie das Gebiet der Gemeinde Dautphetal und die Gemarkung Runzhausen durchquert hat.
Marburg-Dillenbuger Amtsweg
Durch die Gemarkung verlief seit dem Hochmittelalter nachweislich ein regional bedeutender Handelsweg. Dieser war Teil eines Handels- und Botenweges, der Marburg mit dem Raum Herborn/Dillenburg verband, genannt „Marburg-Dillenburger Amtsweg“. Der Weg kam von Marburg, verlief durch Gladenbach (Amtssitz Burg Blankenstein (Gladenbach)) und Kehlnbach weiter nördlich an Weidenhausen vorbei zum Schloog (ehemaliger Wegdurchlass mit Zollschlagbaum) in der Innenheege (siehe Mittelhessische Landheegen) beim Himerich (Fln.), dort stand einst auch ein Galgen -Halbgalgen- (Flurname deutet darauf hin), nördlich vorbei an Wommelshausen-Hütte und hangparallel zur Woarde (Fln.) nördlich an Endbach vorbei, durch Hartenrod und weiter westl. über den Salzbödesattel durch Eisemroth und weiter ins Dilltal.
Diesen Weg, den Marburg-Dillenburger Amtsweg, benutzte auch Arnoldus Buchelius (Humanist und Altertumsforscher) 1591, als er aus Richtung Treysa kommend nach Köln reiste. Er nennt die einzelnen Reisestationen (Tagesabschnitte) und erwähnt dabei u. a. Kirchhain, Marburg, Gladenbach, Dillenburg und Siegen auf seinem Weg nach Köln. Demnach war der Marburg-Dillenbuger Amtsweg zu dieser Zeit Teilstück/Variante des ehemals bedeutenden Fernhandelsweges/Messe-Straße Brabanter Straße.

#### Öffentliche Verkehrsmittel
Die Kernstadt Gladenbach ist mit Bussen an das ÖPNV-Netz des RMV über die Haltestellen Vorgartenstraße, Sinkershäuser Weg, Schule/Rathaus, Busbahnhof, Bornrainstraße, Amtsgericht, Würtenberg, Mornshäuser Straße und Alter Bahnhof angebunden.
Außerdem steuern die Schulbuslinien MR-37, MR-39, MR-43 und MR-53 über die Haltestelle Schule/Leinweberstraße die örtliche „Europaschule“ an.
Folgende Linien fahren den Ort regulär an:
- 383: Marburg–Niederweimar–Gladenbach–Schlierbach (und zurück)
- 400: Bischoffen/Wilsbach–Gladenbach (und zurück)
- X37: Gladenbach–Bischoffen–Mittenaar–Herborn (und zurück) (Expressbus)
- X38: Gladenbach–Niederweimar–Marburg (und zurück) (Expressbus)
- X40: Gladenbach–Dautphetal–Biedenkopf (und zurück) (Expressbus)
- MR-30: Niederwalgern–Lohra–Gladenbach–Bad Endbach (und zurück)
- MR-40: Gladenbach–Dautphetal–Biedenkopf (und zurück)
- MR-42: Angelburg–Bottenhorn–Bad Endbach–Gladenbach (und zurück)
- MR-45: Gladenbach–Sinkershausen–Nesselbrunn–Elnhausen–Marbach (und zurück)
- MR-55: Gladenbach–Bottenhorn–Niedereisenhausen (und zurück)

Der Bahnhof Gladenbach lag an der Aar-Salzböde-Bahn. Im Januar 1992 wurde der Güterverkehr eingestellt; im Mai 1995 folgte der Personenverkehr und damit die Gesamtstilllegung. Seit 2018 wird eine Reaktivierung der Strecke diskutiert; laut Vorstudie würde dann der Busbahnhof zum Bahnhof verlegt werden, um einen Verknüpfungspunkt mit der Bahn zu schaffen. Das Gelände und das ehemalige Bahnhofsgebäude sollen unabhängig davon umgenutzt und verkauft werden. Im Rahmen einer „Hinterlandbahn“ von Wetzlar nach Biedenkopf war geplant, den Gladenbacher Bahnhof zum Kreuzungspunkt auszubauen. Darüber hinaus sollte die Stadt einen Haltepunkt „Gladenbach Nord“ erhalten. Aus Kriegsgründen wurden diese Planungen aber nie realisiert.

## Persönlichkeiten

### In Gladenbach geborene Persönlichkeiten
- Wilhelm III. (1471–1500), genannt der Jüngere, Landgraf von Hessen, auf Burg Blankenstein geboren
- Johann Christoph Stockhausen (1725–1784), Pädagoge und lutherischer Theologe
- August Friedrich Adrian Diel (1756–1839), Arzt und bedeutender Pomologe
- Georg Ludwig Hartig (1764–1837), Forstwissenschaftler
- Friedrich Karl Hartig (1768–1835), Forstbeamter und Forstwissenschaftler
- Ernst Friedrich Hartig (1773–1843), Forstbeamter und Forstwissenschaftler
- Ludwig Hüffell (1784–1856), evangelischer Theologe und Prälat der Badischen Landeskirche
- Christian Theiss (1802–1873), hessischer Kaufmann und Politiker und Abgeordneter der 2. Kammer der Landstände des Großherzogtums Hessen
- Adolf Theis (1842–1924), Abgeordneter im Nassauischen Kommunallandtag und Landesausschuss
- Karl Leinbach (1919–2005), Politiker (SPD) und Abgeordneter des Hessischen Landtags
- Heinrich Röck (1928–2020), Chemiker
- Hans Friebertshäuser (1929–2015), Philologe und Dialektologe
- Jürgen Lott (1943–2023), evangelischer Theologe und Professor für Religionspädagogik  in Bremen
- Gertmann Sude (* 1949), deutscher Generalmajor

### Persönlichkeiten, die in Gladenbach gelebt oder gewirkt haben
- Dieter Blume (1920–2004), Lehrer und Ornithologe, verstorben in Gladenbach
- Jürgen Runzheimer (1924–2012), Historiker, Heimatforscher, Buchautor und Lehrer, verstorben in Gladenbach
- Walter Reschny (1931–2011), Unternehmer, erster Ehrenbürger der Stadt Gladenbach, verstorben in Gladenbach